# Fartygsinspektionen
Fartygsinspektionen var en svensk statlig myndighet som övervakade sjösäkerhet och sociala förhållanden ombord på fartyg. Fartygsinspektionen bildades 1915 under Kommerskollegium och uppgick 1956 i Sjöfartsverket.